# Malý Lapáš
Pour les articles homonymes, voir Malý.
Malý Lapáš est un village de Slovaquie situé dans la région de Nitra.

## Histoire
Première mention écrite du village en 1394.

## Démographie

### Évolution de la population
| Année:               | 1994. | 2004.    | 2014.    | 2024.     |
| -------------------- | ----- | -------- | -------- | --------- |
| Nombre de personnes: | 336   | 385      | 714      | 1514      |
| Différence:          |       | +14,58 % | +85,45 % | +112,04 % |

| Année:               | 2023. | 2024.   |
| -------------------- | ----- | ------- |
| Nombre de personnes: | 1492  | 1514    |
| Différence:          |       | +1,47 % |